# Maman (pjesma)
"Maman" je pjesma  francuske pjevačice Louane. Napisala ju je Louane s Tristanom Salvatijem, koji je producirao pjesmu. Pjesma je objavljena 15. ožujka 2025. Pjesma će predstavljati Francusku na Pjesmi Eurovizije 2025.

## Natjecanje za pjesmu Eurovizije 2025

### Interna selekcija
Francuska televizijska kuća France Télévisions, putem France 2, službeno je najavila svoje sudjelovanje na Pjesmi Eurovizije 2025. 30. kolovoza 2024. Dana 30. siječnja 2025. Louane je službeno proglašena predstavnikom zemlje za tu godinu. Dana 15. ožujka 2025. je premijerno izvela pjesmu na Stade de Franceu, tijekom poluvremena utakmice između francuske i škotske ragbijaške reprezentacije na Prvenstvu šest nacija 2025.